# 安坑
安坑地區，或稱安康地區，位於台灣新北市新店區的西北地區，範圍以新店溪以西，塗潭山的山稜線以北至新店區西北地區區界內都屬於安坑地區。以新建成的安坑輕軌和台北捷運十四張站相連。

## 歷史

新店安坑地區里鄰地圖
1945-2013安坑地區里鄰變遷

安坑舊名暗坑，原意林木蒼鬱的山谷，除了開發今中和、南勢角一帶，通事林天成也帶領漢人移民開發安坑一帶。暗坑原來也是秀朗社的土地，開拓之初原稱「暗坑莊」。嘉慶6（1801）年林天成的孫子林登選覺得「暗坑」不雅，遂改名音近之安坑（台灣話：An-khiⁿ），民國以後又出現雅化的安康。但至台語仍讀作暗坑。
安坑緊臨丘陵山區，漢人入墾侵犯泰雅族領域，紛爭不斷。漢人墾民們乃引用結首制度武裝進墾，現在安康路沿線仍保有「城」的地名，例如安坑頂城、下城、頭城、五城。
日治時期的安坑庄，相較於今日行政區，其範圍大致包括新和里西半部、永安里西部邊界地帶、永平里、安和里、柴埕里、頂城里、下城里、太平里不含東南部、美城里北半部、塗潭里東北部凸出部分北端、安昌里、公崙里、德安里、玫瑰里、吉祥里、小城里、明城里、達觀里、香坡里、雙城里、日興里。

## 地理

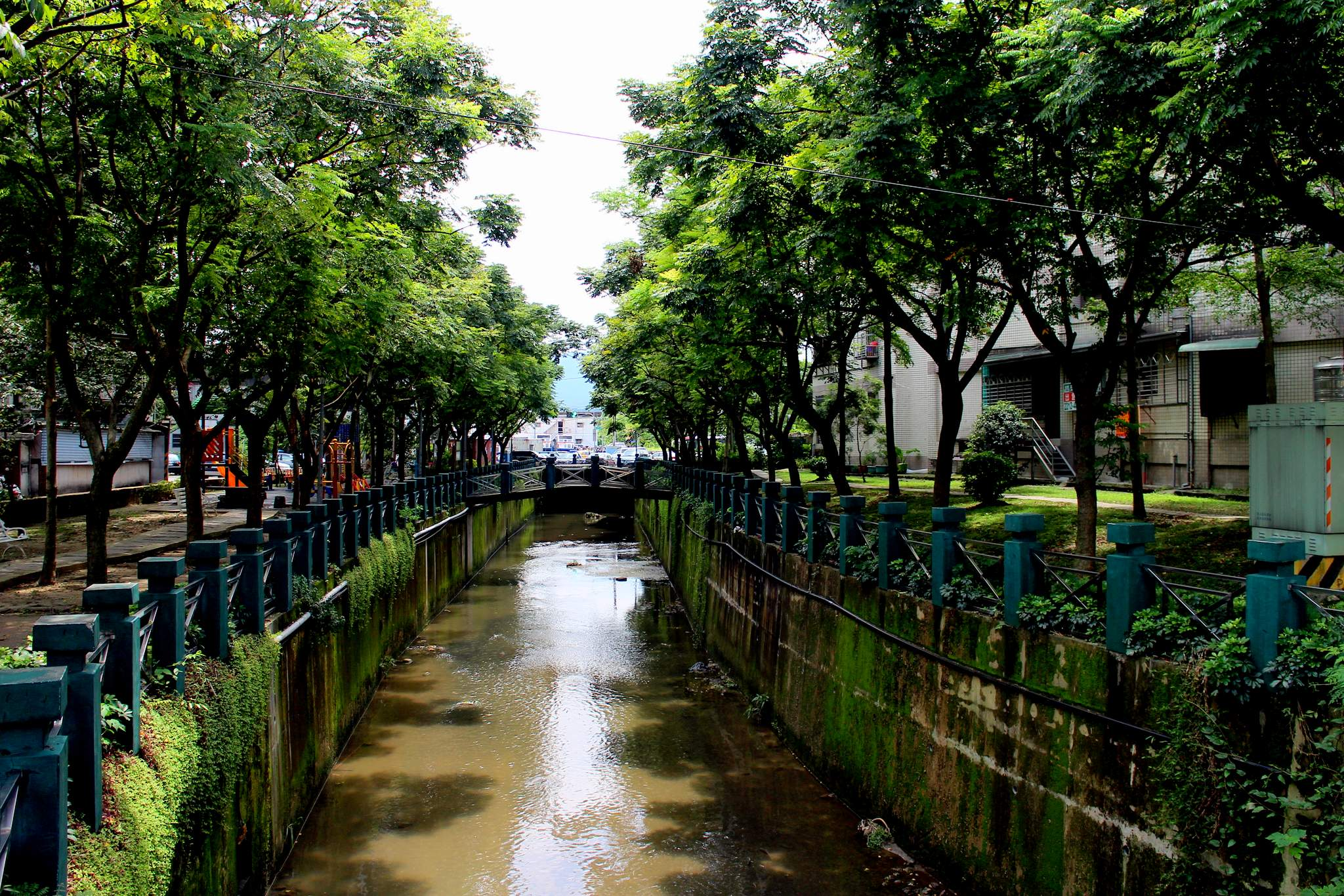
20年前的照片位於新店安坑碧安街與安民街旁的永豐圳區段

安坑位於新北市新店區的西北地區，並與中和區、土城區、三峽區接壤。

## 交通

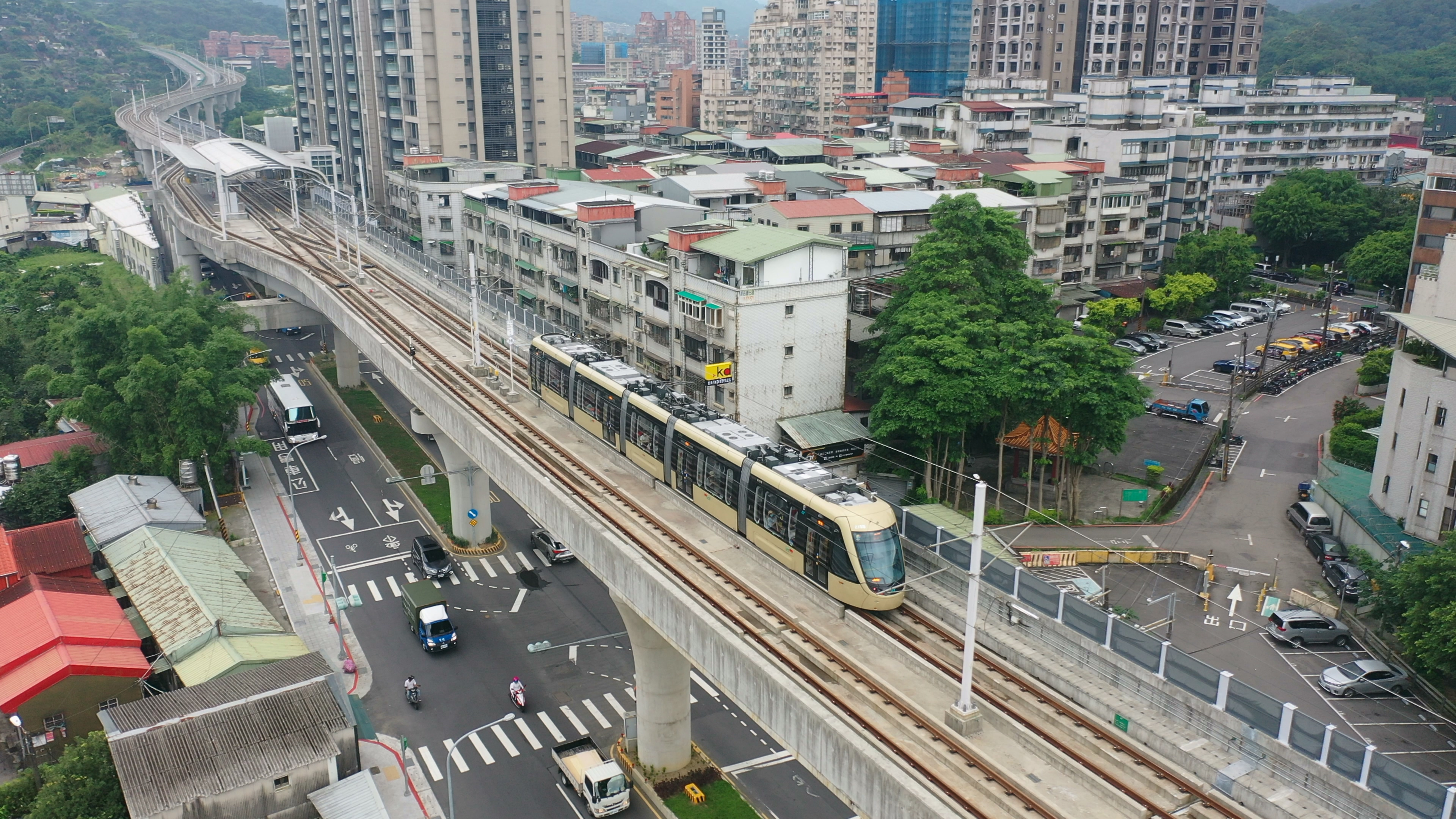
安坑輕軌為當地主要的大眾運輸交通工具

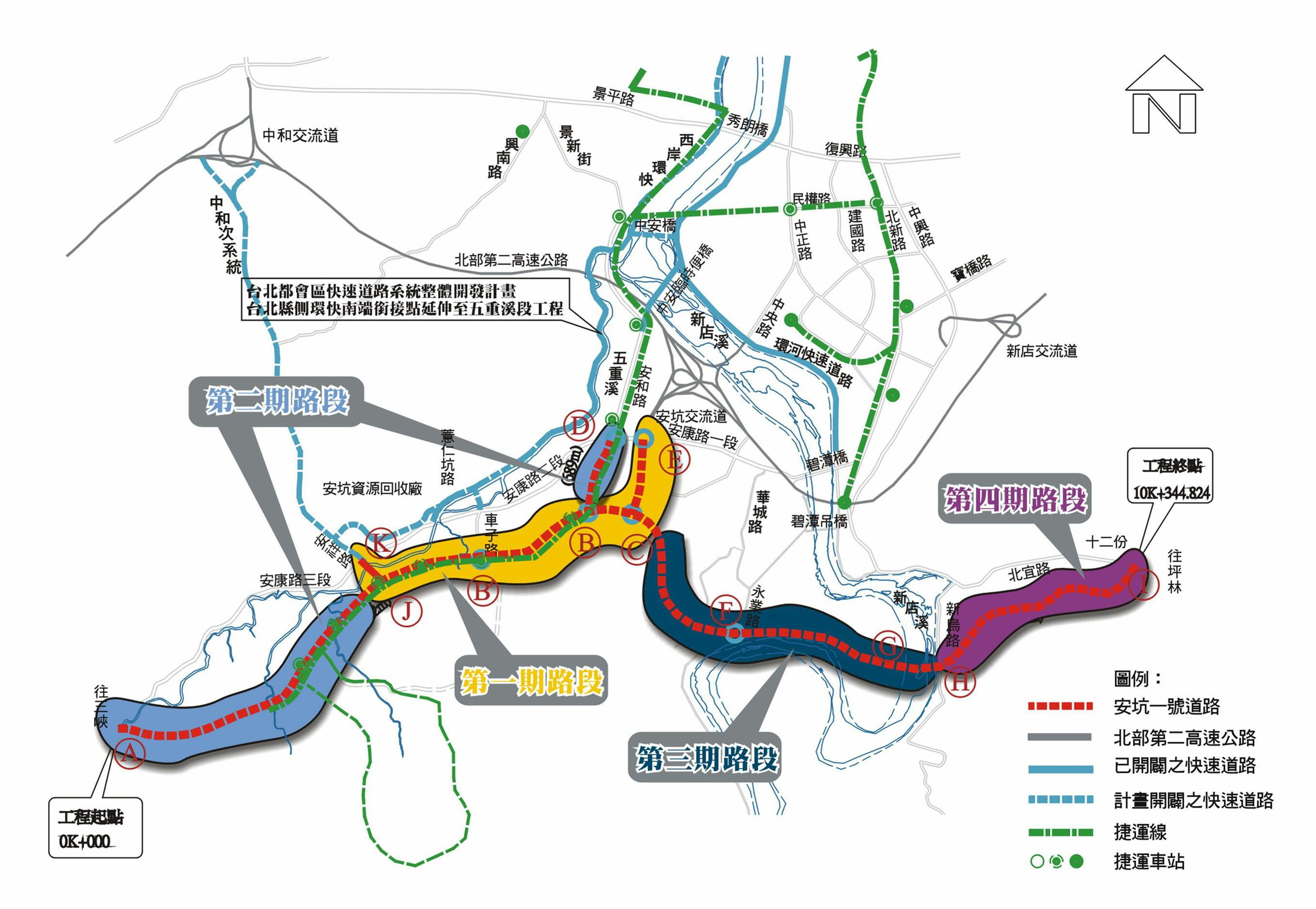
新店安坑一號道路

安坑地區有許多近期才建設完成以及近期才開始開發的交通建設，其中北二高通過新店的安坑地區，並且設置有新店與安坑兩個交流道。
為了抒解安康路擁擠的情況，在安康路北側，以快速道路型式擴建祥和路，經中安大橋連接環河快速道路，可快速抵達敦南及信義商圈。於安康路南側，興建安坑一號道路連接安坑交流道與安康路三段。
新北捷運安坑輕軌在2014年動工建設，從十四張沿著新和國小、安康高中沿線建設，並從景文科技大學開始沿著安坑一號道路一路建設到二叭子植物園，於2023年2月通車。
大眾運輸
- 安坑輕軌 
  - 十四張站
  - 新和國小站
  - 陽光運動公園站
  - 安康站
  - 景文科大站
  - 耕莘安康院區站
  - 台北小城站
  - 玫瑰中國城站
  - 雙城站

公車
- 台北聯營公車
  - 聯營202區間車（錦繡 - 中央印製廠 - 安康派出所 - 安和花市 - 景新街 -中和區公所 - 華中橋 - 萬華車站 - 捷運西門站 - 行政院 - 台北科技大學）
  - 聯營202（及人中學 - 安和路 - 景新街 -中和區公所 - 華中橋 - 和平醫院 - 捷運西門站 - 行政院 - 國父紀念館）
  - 聯營208（及人中學 - 安和路 - 景新街 - 福和橋 - 捷運公館站 - 台電大樓 - 捷運中正紀念堂站 - 台大醫院 - 捷運善導寺站 - 大同大學 - 捷運圓山站 - 捷運大直站 - 美麗華 - 捷運劍南路站）
  - 聯營248（錦繡 - 中央印製廠 - 安康派出所 - 安和花市 - 景新街 - 捷運頂溪站 - 捷運中正紀念堂站 -南京新生北路口 - 民生社區 - 南松山）
  - 聯營624（綠野香坡 - 安康派出所 - 安和路 - 景新街 - 捷運頂溪站 -龍山寺 - 捷運西門站）
  - 聯營643原綠642（錦繡 - 中央印製廠 - 捷運七張站 - 捷運公館站 - 台灣大學 - 光華商場 - 新生公園 - 復興北村）
  - 聯營648（錦繡 - 玫瑰中國城 - 中央印製廠 - 安康派出所 - 捷運七張站 - 捷運公館站 - 中正紀念堂 - 台北車站青島路）
  - 聯營905（錦繡 - 中央印製廠 - 安康派出所 - 捷運新店區公所站 -中正路 - 和平高中 - 市立體育場 - 民生社區）
  - 聯營906（錦繡 - 中央印製廠 - 安康派出所 - 環河路 - 中央新村 - 中正路 - 水源快速道路/基隆路高架道 - 和平高中 -  市立體育場  - 松山機場）
  - 聯營909（錦繡 - 玫瑰中國城 - 中央印製廠 - 安康派出所 - 捷運新店區公所站 - 公園新村 - 中正路 - 民權路- 水源快速道路/基隆路高架道 - 和平高中 - 市立體育場  - 松山機場）
  - 聯營913（錦繡 - 中央印製廠 - 安康派出所- 新店安和路 - 陽光運動園區 - 中安大橋 - 水源快速道路/基隆路高架道 - 和平高中 -  市立體育場  - 松山機場）
- 新北市公車
  - 新北779（三峽 - 橫溪 - 竹崙 - 安新 - 五城 - 中央印製廠 - 安康派出所 - 捷運新店站）
  - 新北839（達觀社區 - 新店安康路 - 捷運新店區公所站 - 民族路 - 耕莘醫院）
  - 新北935（錦繡山莊 - 中央印製廠 - 安康派出所 - 新店安和路 - 陽光運動園區 - 中安大橋 - 水源快速道路/基隆路高架道 - 和平高中 -  捷運六張犁站  - 台北市政府（松高路）

- 捷運接駁公車
  - 台北聯營公車
    - 聯營綠1（綠野香坡 - 捷運新店站 - 捷運七張站 - 景美女中 - 國泰新村 - 政大 - 捷運動物園站 - 台北市政府）
    - 聯營棕7（綠野香坡 - 捷運新店站 - 景美女中 - 國泰新村 - 捷運木柵站 - 台北市政府）

  - 新北市公車
    - 新北綠6（美之城 - 捷運新店站 - 遠東工業城 - 捷運景安站）
    - 新北綠7（黎明清境 - 捷運七張站 - 民權工業區 - 慈濟醫院）
    - 新北綠8（台北小城 - 安康派出所 - 捷運七張站 - 民權工業區 - 捷運景安站）
    - 新北綠10（景文科大 - 安康派出所 - 捷運七張站 - 新店慈濟醫院）
    - 新北綠15（綠野香玻 - 安康派出所 - 捷運小碧潭站 - 捷運七張站 - 大坪林）
    - 新北橘1（錦繡 - 安康派出所 - 安和花市 - 捷運景安站）
    - 新北橘9（錦繡 - 安康派出所 - 南勢角 - 捷運景安站 - 雙和醫院）

- 免費公車
  - F701安康線（新家坡 - 新店安康路 - 捷運新店區公所站）(民國109年1月1日停駛)
  - F702安和線（新和國小 - 新店安康路 - 捷運新店區公所站）
  - F703安康山區線

## 設施
- 二叭子植物園
- 陽光運動園區
- 陽光橋
- 碧潭大橋
- 中安大橋
- 福爾摩沙高速公路安坑交流道
- 法務部矯正署新店戒治所
- 新店區第三公墓
- 中央印製廠
- 新店動物之家
- 耕莘醫院安康院區
- 國家安全局電訊科技中心
- 安康森林公園（張再添銅像）
- 太平宮（開漳聖王廟）
- 新北氣象站

## 教育

### 大專院校
- 景文科技大學  （页面存档备份，存于）

### 高級中等學校
- 新北市立安康高級中學  （页面存档备份，存于）
- 新北市私立康橋雙語實驗高級中學  （页面存档备份，存于）
- 新北市私立中信高級中等學校  （页面存档备份，存于）

### 國民中學
- 新北市立達觀國民中小學（國中部） （页面存档备份，存于）
- 新北市立安康高級中學（國中部） （页面存档备份，存于）
- 新北市私立康橋雙語實驗高級中學（國中部） （页面存档备份，存于）
- 新北市私立中信高級中等學校（國中部） （页面存档备份，存于）

### 國民小學
- 新北市新店區安坑國小  （页面存档备份，存于）
- 新北市新店區達觀國中小（國小部） （页面存档备份，存于）
- 新北市新店區雙城國小  （页面存档备份，存于）
- 新北市新店區新和國小  （页面存档备份，存于）
- 新北市中信國際實驗教育機構  （页面存档备份，存于）

## 外部連結
- 新北市新店區公所 （页面存档备份，存于）
- 新北市新店區戶政事務所 （页面存档备份，存于）
- 新北市新店區行政區域圖 （页面存档备份，存于）
- 新店安坑地區生物多樣性 於iNaturalist上的頁面 （页面存档备份，存于）